# Aleksandra Goss
Aleksandra Goss (ur. 30 sierpnia 1989 w Warszawie) – polska wrotkarka i łyżwiarka szybka.
Jest wielokrotną mistrzynią Polski oraz triumfatorką Pucharu Polski w jeździe szybkiej na rolkach. Jako pierwszy polski sportowiec zdobyła Puchar Świata w jeździe szybkiej na rolkach. Reprezentuje kluby UKS "Zryw" Słomczyn oraz Zico Racing Speed Team

## Kariera sportowa

### Początki
Aleksandra Goss w szkole podstawowej trenowała równolegle wrotkarstwo i łyżwiarstwo szybkie.

### Sezon 2012
W 2012 r. Aleksandra Goss wygrywa Puchar Polski w jeździe szybkiej na rolkach, a na zawodach w Gdańsku zdobywa Mistrzostwo Polski na dystansie maratonu. Rok 2012 to także pierwszy sezon startów Aleksandry Goss w Pucharze Świata (World Inline Cup), który kończy zdobyciem 2. miejsca w klasyfikacji końcowej. W Pucharze Polski w klasyfikacji generalnej zdobywa 1. miejsce.

### Sezon 2013
Aleksandra Goss w 2013 r. na zawodach w Gdańsku ponownie zdobywa Mistrzostwo Polski na dystansie maratonu w jeździe szybkiej na rolkach. Startuje również w Pucharze Świata (World Inline Cup) i tym razem wygrywa klasyfikację końcową. Z uwagi na pokrywania się terminów zawodów zagranicznych z zawodami w Polsce Aleksandra Goss startuje tylko w trzech z sześciu zawodów (wygrywając każde z nich) wliczanych do Pucharu Polski i ostatecznie w klasyfikacji generalnej zajmuje wysokie 3. miejsce.
Sezon 2014
Aleksandra Goss w 2014 r. wygrywa w  Pucharze Polski w jeździe szybkiej na rolkach wszystkie 6 wyścigów i oczywiście klasyfikację generalną oraz zdobywa Mistrzostwo Polski na dystansie 42 km na Maratonie Sierpniowym w Gdańsku. W Pucharze Świata jest tym razem na bardzo dobrym 2. miejscu.
W sezonie zimowym 2014/2105 Aleksandra Goss rozpoczyna starty jako łyżwiarka szybka odnosząc pierwsze drużynowe sukcesy - 3. miejsce w Pucharze Świata.
Potrafi łączyć sukcesy w dwóch dyscyplinach - co prawda podobnych - niemniej niewielu zawodników jest w stanie wygrywać w obu dyscyplinach.
Sezon 2015
W sezonie 2015 Aleksandra Goss zdobywa ponownie 1. miejsce w Pucharze Polski w jeżdzie szybkiej na rolkach wygrywając 4 zawody (wszystkie w których wystartowała) oraz zostaje Mistrzynią Polski na dystansie 42 km podczas Maratonu Sierpniowego w Gdańsku.
Sezon 2016
Aleksandra Goss tradycyjnie już wygrywa Puchar Polski w jeździe szybkiej na rolkach oraz zdobywa Mistrzostwo Polski na dystansie 42 km podczas Maratonu Sierpniowego w Gdańsku. W Polsce jest bezkonkurencyjnie najlepszą zawodniczką w tej dyscyplinie.

## Osiągnięcia sportowe

### Puchar Świata (World Inline Cup)

#### Miejsca w klasyfikacji generalnej
| Sezon | Miejsce | Zwycięzca       |
| ----- | ------- | --------------- |
| 2012  | 2.      | Renata Karabova |
| 2013  | 1.      | –               |
| 2014  | 2.      |                 |

### Puchar Polski

#### Miejsca w klasyfikacji generalnej
| Sezon | Miejsce | Zwycięzca              |
| ----- | ------- | ---------------------- |
| 2012  | 1.      | –                      |
| 2013  | 3.      | Aleksandra Szymkiewicz |
| 2014  | 1       | –                      |
| 2015  | 1       | –                      |
| 2016  | 1       | –                      |

### Mistrzostwa Polski
| Miejsce | Dzień         | Rok  | Miejscowość       | Konkurencja / dystans | Czas biegu | Zwycięzca |
| ------- | ------------- | ---- | ----------------- | --------------------- | ---------- | --------- |
|         | 26-27 maja    | 2012 | Tomaszów Lubelski | 200 m                 | ?          | –         |
|         | 26-27 maja    | 2012 | Tomaszów Lubelski | 500 m                 | ?          | –         |
|         | 26-27 maja    | 2012 | Tomaszów Lubelski | 1000 m na punkty      | ?          | –         |
|         | 26-27 maja    | 2012 | Tomaszów Lubelski | 5000 m na eliminacje  | ?          | –         |
|         | 26 sierpnia   | 2012 | Gdańsk            | 42 km                 | 01:16:02   | –         |
|         | 16-17 czerwca | 2013 | Słomczyn          | 1000 m                | ?          | –         |
|         | 16-17 czerwca | 2013 | Słomczyn          | 3000 m na punkty      | ?          | –         |
|         | 17 sierpnia   | 2013 | Gdańsk            | 42 km                 | 01:17:05   | –         |
|         | 16 sierpnia   | 2014 | Gdańsk            | 42 km                 | 1:21:22    | –         |
|         | 22 sierpnia   | 2015 | Gdańsk            | 42 km                 | 1:19:26    | –         |
|         | 20 sierpnia   | 2016 | Gdańsk            | 42 km                 | 1:17:54    | –         |